# Liste des chapitres de Nana
Cet article est un complément de l’article sur le manga Nana. Il contient la liste des volumes du manga parus en presse à partir du tome 1.

## Volumes reliés

### Tomes 1 à 10
| no | Japonais          | Japonais      | Français          | Français          |
| no | Date de sortie    | ISBN          | Date de sortie    | ISBN              |
| --- | ----------------- | ------------- | ----------------- | ----------------- |
| 1 | 15 mai 2000       | 4-08-856209-7 | 1er octobre 2002  | 978-2-84055-957-3 |
| Nana Komatsu est une jeune lycéenne errant en quête d'amour. Extrêmement superstitieuse, elle pense que tous les malheurs qui lui arrivent dans ses relations amoureuses sont l'œuvre du Roi des Démons. Elle suit des cours à la fac d'art de sa ville avec sa meilleure amie, Junko, Kyôsuke le petit-ami de cette dernière et Shoji avec qui elle ne tarde pas à avoir une relation amoureuse. Alors que tous décident de partir à Tokyo afin de poursuivre leurs études en art, Nana Komatsu se retrouve obligée de redoubler d'efforts pour rattraper son retard et rejoindre ses amis dans la capitale, ce qu'elle parviendra à faire. En parallèle, nous suivons l'histoire d'une autre jeune femme, Nana Osaki, jeune chanteuse de son groupe amateur : Blast. Elle vit avec son petit ami, Ren, bassiste de Blast. Lorsque ce dernier doit subitement partir pour Tokyo afin de devenir le bassiste d'un groupe connu, il décide de quitter Nana (celle-ci décide de ne pas le suivre afin d'affirmer son indépendance vis-à-vis de lui). Pourtant, quelque temps plus tard, Nana Osaki décidera de partir pour Tokyo afin de vivre elle aussi de sa musique. |                   |               |                   |                   |
| 2 | 11 décembre 2000  | 4-08-856248-8 | 24 janvier 2003   | 978-2-84055-964-1 |
| Les deux Nana se rencontrent par la volonté du "Roi des Démons" dans le train les menant toutes deux à Tōkyō. Elles sympathisent brièvement. Lors de leur arrivée, les deux Nana sont obligées de se quitter, Nana Komatsu rejoignant Shoji pour vivre avec lui. Mais celui-ci lui fait clairement comprendre son désir que Nana vole de ses propres ailes. C'est ainsi que celle-ci se met à la recherche d'un appartement pour elle. Lors de la visite de l'appartement 707 et par la force du hasard, elle a la grande surprise de retrouver Nana Osaki, cherchant elle aussi un appartement. Au vu de sa taille et de son prix, aucune ne voulant le laisser à l'autre, elles décident d'habiter en colocation dans cet appartement 707... C'est le début d'une grande aventure pour les deux Nana aux caractères radicalement différents. Elles aménagent l'appartement et Nana Komatsu, rebaptisée Hachi par Nana Ōsaki à cause de sa forte tendance à demander de l'affection, se trouve un emploi dans une boutique de meubles vintage afin de devenir une véritable femme indépendante. Et lorsque le guitariste de Blast, Nobuo, débarque chez les deux Nana avec pour projet de reformer et de mener au succès Blast à Tōkyō, le destin s'illumine pour Nana Ōsaki. |                   |               |                   |                   |
| 3 | 15 mai 2001       | 4-08-856338-7 | 15 mars 2003      | 978-2-84789-025-9 |
| Blast se lance dans le recrutement de deux membres supplémentaires lorsque Yasu, ancien batteur de Blast et ami fidèle de ses membres, accepte de continuer sa formation d'avocat à Tōkyō pour redevenir un membre actif de Blast. De plus, Shin, jeune adolescent qui se prostitue pour gagner sa vie, rejoint aussi le groupe en tant que bassiste. De son côté, Trapnest, le groupe de Ren, semble connaître un fort succès à Tōkyō. Son prochain album est attendu avec impatience et même Hachi est fan du groupe, particulièrement de Takumi, le beau et charismatique leader du groupe. Le magasin où travaille Hachi doit déposer le bilan et celle-ci se retrouve à rechercher un nouvel emploi. Elle connaît aussi des problèmes de couple avec Shōji qui rencontre Sachiko, une jolie jeune fille travaillant dans le même restaurant et suivant les mêmes cours que lui. Hachi semble se poser des questions à propos de la fidélité de Shoji en s'imaginant des scénarios entre lui et une Sachiko fantasmagorique et sensuelle à l'opposé de la vraie Sachiko. Néanmoins, elle ne croit pas si bien dire puisque le coeur de Shoji balance effectivement entre les deux jeunes femmes. Son couple devient alors de plus en plus fragile.                         |                   |               |                   |                   |
| 4 | 10 décembre 2001  | 4-08-856338-7 | 23 mai 2003       | 978-2-84789-129-4 |
| Dans ce volume, Hachiko apprend de manière déchirante la liaison entre Sachiko et Shōji et décide de rompre avec ce dernier. Elle assiste également avec Jun et Kyōsuke au premier concert à Tōkyō de Blast pour soutenir Nana et rencontre Misato, une fan inconditionnelle de Blast depuis sa création. Hachi récupère des places pour un concert de Trapnest. |                   |               |                   |                   |
| 5 | 15 mai 2002       | 4-08-856377-8 | 11 juillet 2003   | 978-2-84789-134-8 |
| Nana Ōsaki et Ren se retrouvent et l'amour qui les unissait tous les deux, alors qu'ils s'évertuent à oublier, revient les tarauder ! Cela n'est pas sans conséquences sur la vie de Nana Komatsu, qui, alors qu'elle s'était décidée à ne plus tomber amoureuse, part à la recherche de son prince charmant. Le retour de Ren dans la vie de sa colocataire va aussi la rapprocher de Takumi, bassiste du groupe Trapnest. |                   |               |                   |                   |
| 6 | 13 septembre 2002 | 4-08-856406-5 | 19 septembre 2003 | 978-2-84789-193-5 |
| Nana Komatsu a une relation avec Takumi, le bassiste de Trapnest. Même si elle sait que cette relation n'a peut-être aucun avenir, elle ne peut s'empêcher de succomber. Ce qui ne plait guère à Nobu dont ses sentiments pour Nana font surface. Sur les conseils de Shin et bien qu'il soit au courant de la relation de Nana et Takumi, il lui ouvre son cœur. Hachi qui ne s'était aperçue de rien, ne sait comment réagir, car elle est incapable de résister quand elle voit Takumi. De leur côté Ren et Nana Ōsaki profitent de quelques jours de vacances pour passer du temps ensemble. Quant à "Blast", leur prochain concert sera décisif, une maison de disques très réputée sera présente afin de peut-être leur offrir un contrat. Le groupe se donne à fond, c'est peut-être une chance de passer professionnel. Les membres de "Trapnest" et de "Blast" apprennent à se connaître et les couples se forment discrètement, comme celui de Shin et Reira. Mais Hachi commence à s'éloingner de Nana depuis sa liaison avec Takumi ... |                   |               |                   |                   |
| 7 | 15 octobre 2002   | 4-08-856413-8 | 5 décembre 2003   | 978-2-84789-306-9 |
| Après un nouveau concert, "Blast" se fait remarquer par un représentant de Gaia. Hachi, délaissée encore une fois par Nana, ne supporte plus cette solitude, et part rejoindre Takumi dans la soirée. Le lendemain, le groupe découvre le festin que leur avait préparé Hachi, et touché par son geste, organise une petite fête improvisée. Au cours de cette dernière, Shin pousse Hachi à aller faire des courses avec Nobu. Malgré une certaine gêne, ils finissent par révéler leurs sentiments… Nobu promet de rendre Hachi heureuse, et de l'attendre jusqu'à ce qu'elle ait tourné la page avec Takumi. Hachi, qui sait qu'elle sera heureuse auprès de Nobu, décide de parler à Takumi. Au cours de cette conversation, Hachi s'énerve contre Takumi au sujet d'une éventuelle grossesse, et lui dit qu'il peut ne plus la rappeler. Tandis que pour Takumi, Hachi s'est juste énervée, elle, au contraire, pense avoir bien tourné la page ... C'est ainsi que le lendemain, Hachi part aussitôt rejoindre Nobu, et filer le parfait amour ... |                   |               |                   |                   |
| 8 | 15 mai 2003       | 4-08-856464-2 | 24 mars 2004      | 978-2-84789-358-8 |
| Après de terribles nausées Hachi fait un test de grossesse et celui-ci s'annonce positif. Elle ne l'annonce pas à Nobu. Takumi vient lui rendre visite un soir pour qu'elle s'explique après ce coup de téléphone qui lui a semblé suspect, Hachi lui dit de partir mais il s'aperçoit qu'elle est enceinte et décide de prévenir Nobuo avec le portable d'Hachiko. Nobu arrive et demande à Hachi de s'expliquer mais celle-ci ne sait pas quoi dire et pleure. Nobu part et Takumi parle un peu avec Hachi puis finit par lui dire qu'ils devraient se marier. |                   |               |                   |                   |
| 9 | 14 novembre 2003  | 4-08-856506-1 | 1er juillet 2004  | 978-2-84789-385-4 |
| Hachi et Takumi annoncent à Nana qu'ils vont se marier et qu'ils partiront vivre dans un autre immeuble. Takumi prend ensuite Hachi par force. Nana fait tomber par accident un des deux verres auxquels Hachi faisait tellement attention et fait ensuite tomber l'autre par-dessus. Takumi annonce à son patron qu'il va se marier et Reira s'enfuit des studios d'enregistrements, car elle est amoureuse de Takumi, pour aller se réfugier chez Yasu qui finit par appeler Takumi pour lui dire où est Reira. Hachiko cherche un appartement. Elle habite à présent dans un des beaux quartiers de Tōkyō. Un soir Takumi rentre avec Naoki qui l'a suivi pour rencontrer sa future femme. Une dispute éclate entre Shin et Nana à propos d'Hachiko car il ne sait pas ce qui s'est passé et ne l'apprend qu'au moment où il appelle Hachi sur son portable. En rentrant à l'appartement 707, Nana trouve une lettre écrite par Hachi, lui disant que quoi qu'il arrive elle n'oubliera jamais les 6 mois qu'elles ont passé ensemble et qu'elle est la personne la plus admirable qu'elle puisse connaître. |                   |               |                   |                   |
| 10 | 15 mars 2004      | 4-08-856528-2 | 24 novembre 2004  | 978-2-84789-386-1 |
| Hachiko revoit Shin et lui explique tout, Shin lui dit qu'il aurait préféré naître en étant son enfant. La liaison de Nana et de Ren est découverte et fait la Une. Les médias en profitent pour faire de la pub à Blast. Les journalistes attendent devant l'appartement de Nana qu'elle en sorte pour lui poser toutes les questions nécessaires. Yasu arrive pour chercher Nana et frappe un des deux journalistes qui était entré dans l'immeuble, il retrouve Nana en larmes, ils sortent. Nana, après l'intervention d'un des journalistes lui demandant de dire quelques mots, parle à Hachi, à travers la caméra, lui disant qu'elle accomplira son souhait. Tout le monde parle de Blast et le groupe signe le contrat qui fait d'eux des professionnels. Takumi achète une bague à Hachiko. |                   |               |                   |                   |

### Tomes 11 à 20
| no | Japonais          | Japonais          | Français          | Français          |
| no | Date de sortie    | ISBN              | Date de sortie    | ISBN              |
| --- | ----------------- | ----------------- | ----------------- | ----------------- |
| 11 | 11 août 2004      | 4-08-856560-6     | 8 juin 2005       | 978-2-84789-786-9 |
| La carrière de Nana Ōsaki est prête à décoller … Mais sera-t-elle obligée de sacrifier sa relation avec Ren pour se consacrer totalement à son groupe ? Assaillie de doutes, la jeune femme perd pied… Quant à Nobu, a-t-il encore une chance avec Hachi ? Avec toutes ces histoires, Nana et Ren ont fini par oublier les paparazzi, qui continuent de les épier. Bientôt, leur relation finira par éclater au grand jour ! |                   |                   |                   |                   |
| 12 | 15 mars 2005      | 4-08-856599-1     | 7 décembre 2005   | 978-2-75600-019-0 |
| Nana Komatsu finit par revoir Shōji et elle est assaillie de doutes. Elle se demande si elle pourrait revoir les Blast. Elle finit par s'asseoir quelque part pour prendre la décision de rejoindre les Blast à l'appartement 707. Pendant ce temps à l'appartement 707, les Blast attendent avec impatience Hachikō. Puis, quand soudain les premiers feux d'artifice apparaissent. Ayant peut-être trop attendu, Nana décide d'appeler Hachi. Elle découvre que celle-ci a très peur de revoir Nobu. Elle lui ment en lui disant que celui-ci n'est pas venu. En disant à Hachi qu'ils l'attendent tous avec impatience, Nana raccroche. Puis une dispute éclate entre elle et Nobu. Nobu décide de se retirer de la compétition pour le bien de Nana Komatsu. Le reste de la soirée se passe tranquillement. La sortie du premier single de Blast est annoncée, le même jour que celui de la sortie du single de Trapnest, le 31 octobre. Quelques jours plus tard, Nana Komatsu reçoit un appel de Naoki qui lui propose d'assister à la soirée d'anniversaire de Reira. Sur le coup, Reira lui parle à la hâte, Hachi prend cela pour une déclaration de guerre. Naoki passe la chercher dans son appartement sans que Takumi soit au courant. Puis sur le chemin de l'allée, Naoki dit à Hachikō que les membres de Blast sont eux aussi conviés à cette soirée pour fêter l'anniversaire de Shin qui est né le même jour que Reira. Affolée, elle décide de rentrer, mais elle ne peut plus faire marche arrière. Que la fête commence ! |                   |                   |                   |                   |
| 13 | 12 août 2005      | 4-08-856633-5     | 25 mai 2006       | 978-2-75600-234-7 |
| C'est la fête d'anniversaire de Reira et de Shin, bien que Takumi force Hachikō à rentrer, Yasu s'assure qu'elle puisse y rester. Takumi a découvert la liaison de Reira et Shin et il avertit ce dernier ; il ne doit plus la revoir avant ses 18 ans ! Mais Shin ne peut pas résister et il promet à Reira de prendre soin d'elle comme personne. Nobu sort désormais avec Asami alias Yuri. Hachikō revoit Nobu et ils peuvent enfin s'expliquer. La fête se termine, Blast part 2 semaines en tournée. Takumi apprend à Hachikō la chose dont lui seul est au courant : Shin et Reira ont une liaison. Le lendemain les parents de Hachikō et ses sœurs débarquent à Tōkyō. |                   |                   |                   |                   |
| 14 | 15 décembre 2005  | 4-08-856660-2     | 13 septembre 2006 | 978-2-75600-372-6 |
| Nana Komatsu a décidé de donner une nouvelle chance à sa relation avec Takumi. De leur côté, les membres de Blast sont en tournée promotionnelle dans tout l'archipel. A Osaka, ils sont très attendus pour une émission de radio ... |                   |                   |                   |                   |
| 15 | 15 mars 2006      | 4-08-856676-9     | 6 décembre 2006   | 978-2-75600-666-6 |
| Nana Komatsu commence à réaliser qu'elle peut être heureuse à sa façon, tandis que Nana Ōsaki, en cours de tournée promotionnelle lance les démarches administratives qui vont lui permettre de déposer son dossier de mariage avec Ren. C'est alors qu'elle reçoit une photo de Reira et lui des plus déroutantes ... |                   |                   |                   |                   |
| 16 | 12 septembre 2006 | 4-08-856707-2     | 30 mai 2007       | 978-2-75600-889-9 |
| Nana Komatsu épouse Takumi dans l'urgence, sans prévenir personne. Oppressée par un lourd sentiment de solitude, Nana Ōsaki est prise de panique devant Ren quand elle l'apprend. C'est l'esprit plein d'incertitude que tous deux doivent emménager ensemble... Sauront-ils surmonter cette situation ? |                   |                   |                   |                   |
| 17 | 15 mars 2007      | 978-4-08-856734-1 | 17 octobre 2007   | 978-2-75600-890-5 |
| X Massive, la soirée de remerciement que Blast a organisé et à laquelle Misato Uehara d'Osaka s'est rendue, prend fin sans encombre. De son côté, Nana Komatsu apprend que la mère de Nana Ōsaki est toujours en vie et décide de se rendre à Osaka… |                   |                   |                   |                   |
| 18 | 14 septembre 2007 | 978-4-08-856774-7 | 12 mars 2008      | 978-2-75601-359-6 |
| La presse à scandale dévoile le secret auquel Nana Ōsaki tenait le plus : le fait que sa mère l'ait abandonnée. Inquiète, Hachi vient vivre chez elle, mais la chanteuse n'a pas l'air affectée par l'article et se montre plus qu'enthousiaste pour la première tournée nationale de Blast qui approche. Un incident inattendu va pourtant tout bouleverser ... et une dispute va éclater entre Nana et Ren. |                   |                   |                   |                   |
| 19 | 15 mai 2008       | 978-4-08-856816-4 | 15 octobre 2008   | 978-2-75601-474-6 |
| Blast a dû suspendre ses activités à la suite de l'arrestation de Shin et Nana Ōsaki finit par décider de se lancer dans une carrière solo. Mais sa relation avec Ren reste tendue et Nana Kotmasu fait son possible pour arranger les choses. Un tort sans doute de ne pas se préoccuper de son propre couple car Reira avoue à Takumi ses sentiments. |                   |                   |                   |                   |
| 20 | 12 septembre 2008 | 978-4-08-856842-3 | 11 mars 2009      | 978-2-75601-671-9 |
| Ren est de plus en plus accro à la drogue et pense toujours à Nana même si pour le moment tous deux refusent de se voir malgré les efforts d'Hachi. Reira pense qu'arrêter de chanter sera une bonne excuse pour permettre à Ren de faire une cure de désintoxication, et décide sans prévenir personne de quitter sa chambre d'hôtel pour partir s'isoler pendant quelque temps chez ses parents. Ren, qui part finalement souhaiter lui-même son anniversaire à Nana, sait où Reira est allée (celle-ci le lui ayant dit), et décide de faire un crochet pour "la ramener au château". Sur l'autoroute, il s'aperçoit qu'il est suivi par les paparazzi de Search et accélère (alors qu'il neige et que la chaussée est glissante). A la radio passe Blast des Black Stones et Ren voit un chat sur le bord d'une fenêtre, a une hallucination et croit voir Nana, à la suite de cela il fonce dans le bâtiment. |                   |                   |                   |                   |

### Tomes 21 à aujourd'hui
| no | Japonais       | Japonais          | Français        | Français          |
| no | Date de sortie | ISBN              | Date de sortie  | ISBN              |
| --- | -------------- | ----------------- | --------------- | ----------------- |
| 21 | 13 mars 2009   | 978-4-08-856876-8 | 14 octobre 2009 | 978-2-75601-981-9 |
| Takumi apprend la mort de Ren et la révèle à Yasu et aux autres. Nana va l'apprendre par Yasu et Mai. Dans la voiture après l'accident, on retrouve le cadeau d'anniversaire pour Nana. |                |                   |                 |                   |

### Shueisha BOOKS
1. 1 2  Tome 1
2. 1 2  Tome 2
3. 1 2  Tome 3
4. 1 2  Tome 4
5. 1 2  Tome 5
6. 1 2  Tome 6
7. 1 2  Tome 7
8. 1 2  Tome 8
9. 1 2  Tome 9
10. 1 2  Tome 10
11. 1 2  Tome 11
12. 1 2  Tome 12
13. 1 2  Tome 13
14. 1 2  Tome 14
15. 1 2  Tome 15
16. 1 2  Tome 16
17. 1 2  Tome 17
18. 1 2  Tome 18
19. 1 2  Tome 19
20. 1 2  Tome 20
21. 1 2  Tome 21

### Akata Delcourt
1. 1 2  Tome 1
2. 1 2  Tome 2
3. 1 2  Tome 3
4. 1 2  Tome 4
5. 1 2  Tome 5
6. 1 2  Tome 6
7. 1 2  Tome 7
8. 1 2  Tome 8
9. 1 2  Tome 9
10. 1 2  Tome 10
11. 1 2  Tome 11
12. 1 2  Tome 12
13. 1 2  Tome 13
14. 1 2  Tome 14
15. 1 2  Tome 15
16. 1 2  Tome 16
17. 1 2  Tome 17
18. 1 2  Tome 18
19. 1 2  Tome 19
20. 1 2  Tome 20
21. 1 2  Tome 21